# 高加索酋長國
高加索酋長國（罗马化：Imarat Kavkaz）是車臣地區的一個分離主義组织，自稱擁有現時由俄羅斯管轄的高加索地區的主權。
2016年8月17日，第四任埃米尔Zalim Shebzukhov在圣彼得堡被俄罗斯安全部队杀死后，组织活动陷入停顿状态。

## 歷史
2007年10月，位於車臣地區的分離主義政權伊奇克里亞車臣共和國被其總統兼民兵領袖多卡·烏馬羅夫廢除，改建“高加索酋長國”，由烏馬羅夫自任埃米尔。高加索酋長國政府嚴格執行伊斯蘭律法，並發動聖戰驅逐非回教徒。但這一行為造成了車臣解放運動的分裂，流亡政府總理艾哈邁德·扎卡耶夫成為了伊奇克里亞車臣共和國事實上的元首。
2010年莫斯科地鐵爆炸案，高加索酋長國被認為是疑兇之一。